# VdBH 4
vdBH 4 è una piccola nebulosa a riflessione visibile nella costellazione della Poppa.
Nonostante le sue ridotte dimensioni, l'individuazione della sua posizione non presenta difficoltà, grazie alla presenza della brillante stella Naos (ζ Puppis); da questa stella occorre muoversi in direzione ENE fino a raggiungere la h1 Puppis, una gigante arancione di magnitudine 4,44, e da qui per circa 50 primi d'arco in direzione NNW.
La nebulosa si trova sul bordo di una nebulosa oscura che si estende verso nordest, catalogata come DC 255.9-2.6; viene illuminata da una stella di classe spettrale B1 di magnitudine 9,75 catalogata come TYC 7659-2651-1 (CD -38 4128) posta all'esterno di essa, la cui radiazione azzurra imprime ai gas un colore azzurrognolo.  La distanza della nube si aggira sui 3100 anni luce e fa quindi parte dell'associazione Puppis R2, legata fisicamente al Vela Molecular Ridge.